# Lola Fisac
María Dolores Fisac Serna, conocida como Lola Fisac (Daimiel, Ciudad Real, 15 de diciembre de 1909-Madrid, 31 de marzo de 2005), fue una mujer española. Después de María Ignacia García Escobar, fue la primera mujer en incorporarse y continuar en el Opus Dei hasta su fallecimiento. Dedicó su actividad profesional a la administración doméstica de diversos centros del Opus Dei, a la vez que cuidaba de sus padres.

## Biografía
Nació en la localidad manchega de Daimiel. Hija del farmacéutico Joaquín Fisac y de Amparo Serna, ama de casa. El matrimonio tuvo siete hijos, de los que tres fallecieron al nacer, y Matilde falleció a los doce años, quedando José, María Dolores y Miguel (1913-2006), que sería un destacado arquitecto.
Dolores, a quien llamaban familiarmente Lola, realizó sus estudios primarios en el colegio Divina Pastora (Daimiel). En septiembre de 1935 conversando con su hermano Miguel —que estudiaba Arquitectura en Madrid y se alojaba en la Residencia DYA—, oyó hablar por primera vez de Josemaría Escrivá y del Opus Dei. El 7 de julio de 1937 solicitó su admisión en el Opus Dei. Permaneció en Daimiel durante toda la guerra civil española, desde donde enviaba víveres a Josemaría Escrivá, a su madre y a las personas que estaban con él en Madrid. Además de mantener correspondencia epistolar con Escrivá.
Durante la posguerra, y junto con Dolores Albás y Carmen Escrivá, -madre y hermana de Josemaría Escrivá- trabajó en la gestión doméstica de las primeras residencias de estudiantes y centros del Opus Dei. Fue una de las mujeres que vivieron en el primer centro de mujeres del Opus Dei en la madrileña calle de Jorge Manrique en el curso 1942-1943. Cuidó de sus padres enfermos durante más de veinte años (1943-1967).
Acompañó a Dolores Albás, en el momento de su fallecimiento —22 de abril de 1941—, mientras Josemaría Escrivá se encontraba en Lérida, predicando unos ejercicios espirituales a un grupo de sacerdotes.
Falleció en Madrid, el 31 de marzo de 2005, a los 95 años de edad.